# Estação Ferroviária de Canedo
A estação ferroviária de Canedo, originalmente denominada apeadeiro de Canêdo, é uma antiga interface da Linha do Tâmega, que servia a localidade de Canedo de Basto, no Distrito de Braga, em Portugal.

## Descrição

### Localização e acessos
Esta interface situa-se junto à EN210 na localidade difusa de Canedo de Basto, a curta distância, para nascente da respetiva “igreja nova”.

### Infraestrutura
O edifício de passageiros situa-se do lado poente da via (lado esquerdo do sentido ascendente, para Arco de Baúlhe).

## História
Em 14 de Abril de 1934, a Comissão Administrativa do Fundo Especial de Caminhos de Ferro aprovou a abertura de um concurso para a construção do troço entre Celorico de Basto e Arco de Baúlhe da Linha do Tâmega incluindo desde logo a construção de um apeadeiro em Canêdo, e a respectiva estrada de acesso. Um diploma publicado no Diário do Governo de 10 de Fevereiro de 1938 aprovou o auto de recepção da empreitada n.º 3 da Linha do Vale do Tâmega, correspondendo a obras no lanço entre Celorico e Baúlhe, e nas estradas de acesso a várias estações, incluindo a de Canedo. Este troço foi inaugurado em 15 de Janeiro de 1949, pela Companhia dos Caminhos de Ferro Portugueses. Para a cerimónia, foi organizado um comboio especial de Livração a Arco de Baúlhe, que, à passagem pelo apeadeiro de Canedo, foi aclamado pela população.
Até 1984 esta esta interface surge, implicitamente, com classificação de estação, figurando no ano seguinte como apeadeiro, até, pelo menos, 1988.
Alegando reduzida procura, a empresa Caminhos de Ferro Portugueses encerrado o lanço da Linha do Tâmega entre Arco de Baúlhe e Amarante a 2 de Janeiro de 1990.

Em 2007, a Câmara Municipal de Celorico de Basto lançou um concurso para a instalação de uma ecopista no antigo leito da Linha do Tâmega, que incluia a recuperação e valorização de várias estações, como a de Canêdo. A Ecopista do Tâmega foi inaugurada a 30 de abril de 2011.[carece de fontes?]